# Алдо Оливијери
Алдо Оливијери (2. октобар 1910 – 5. април 2001) био је италијански фудбалски голман од 1931. до 1943. године, а тренер после Другог светског рата.
Оливијери је рођен у Сан Микеле Екстра у Верони. Играо је за Верону, Лукезе, и Брешу у Серији Б, и Торину у Серији А.
Са италијанском фудбалском репрезентацијом, Оливијери је постао светски шампион 1938. године.
Храбар, спектакуларан и атлетски голман, са одличним продором, Оливијери се сматра једним од највећих италијанских голмана свих времена; током своје каријере био је посебно познат по брзим рефлексима, интелигенцији и способности да јуриша са своје линије и предвиди противничке нападаче ван свог шеснаестерца, што му је донело надимак il Gatto Magico („Чаробни мачак“). Такође се истакао у изласку и избијању лопте.